# Notation musicale en chiffres arabes
 (mars 2022).
Si vous disposez d'ouvrages ou d'articles de référence ou si vous connaissez des sites web de qualité traitant du thème abordé ici, merci de compléter l'article en donnant les références utiles à sa vérifiabilité et en les liant à la section « Notes et références ».
La notation musicale en chiffres arabes est une notation musicale apparue en Europe au XVIe siècle. Elle est documentée dans l'article concernant la "notation simplifiée" utilisée en Chine sous le nom de jianpu.

## Système d'écriture
La notation musicale en chiffres arabes se note de gauche à droite sur une ligne. Les chiffres 1, 2, 3, 4, 5, 6 et 7 correspondent respectivement aux notes do, ré, mi, fa, sol, la et si (C, D, E, F, G, A et B en notation anglo-germanique).
Contrairement au système de solfège, la notation musicale en chiffres arabes ne se repose pas sur la portée et n'a besoin ni de ligne, ni d'interligne pour la notation (puisque les chiffres arabes indiquent les notes.

## Côté harmonique
Comme son nom l'indique, les notes en notation musicale en chiffres arabes sont uniquement des chiffres ; l'exemple ci-dessous illustre l'équivalence en solfège et en notation musicale en chiffres arabes :
notation musicale en chiffres arabes
1 2 3 4 5 6 7
Dans la notation musicale en chiffres arabes, en cas d'une montée ou d'une descente en octave, il suffit d'ajouter un ou des petits points au-dessus ou au-dessous d'un chiffre.
Par exemple, 3 notes de la sur 3 octaves différentes :
NMCA :
```
 .
 .
 .
 3 ou 3
      .
      .
      .
```